# Saint-Martin-le-Vieil
Saint-Martin-le-Vieil – miejscowość i gmina we Francji, w regionie Oksytania, w departamencie Aude.
Według danych na rok 1990 gminę zamieszkiwało 168 osób, a gęstość zaludnienia wynosiła 13 osób/km² (wśród 1545 gmin Langwedocji-Roussillon Saint-Martin-le-Vieil plasuje się na 739. miejscu pod względem liczby ludności, natomiast pod względem powierzchni na miejscu 607.).

## Zabytki
Zabytki w miejscowości posiadające status monument historique:
- opactwo Sainte-Marie de Villelongue (Abbaye Sainte-Marie de Villelongue)
- krzyż cmentarny (croix de cimetière)